# 日本国際賞

日本国際賞ロゴ

日本国際賞（にほんこくさいしょう、Japan Prize）とは、「全世界の科学技術者を対象とし、独創的で飛躍的な成果を挙げ、科学技術の進歩に大きく寄与し、もって人類の平和と繁栄に著しく貢献したと認められる人」に対して、国際科学技術財団が授与する賞である。
受賞対象は「物理、化学、工学」と「生命、農学、医学、薬学」の二領域で幅広い科学技術分野にわたり、いずれの受賞者も世界的に著名な科学技術者である。これら二領域それぞれに授賞対象分野が定められ、毎年2件の受賞者が選ばれる。受賞者には、賞状、賞牌、賞金が授与され、賞金額は2020年以降1件1億円である。また、受賞者は生存者のみに限られる。
1981年、「世界の科学技術の発展に資するため、国際的に権威のある賞を設けたい」との日本政府の構想に民間からの寄付を基に実現した。1983年10月28日に「財団法人 国際科学技術財団が授与する日本国際賞が、人類の平和と繁栄のために科学技術が果たす役割についての認識を深め、広く人類の発展に寄与しようとするものであることにかんがみ、その実施に関し、関係行政機関は必要な協力を行うものとする。」との閣議了解がなされ、1985年に第1回の授賞式が行われた。
授賞式には天皇・皇后が毎回出席し、三権の長をはじめ関係大臣と各界の代表が出席する。

## 授賞対象分野
| 物理、化学、情報、工学領域       | 生命、農学、医学領域 |
| -------------------------------- | -------------------- |
| エレクトロニクス、情報、通信     | 生命科学             |
| 資源、エネルギー、環境、社会基盤 | 医学、薬学           |
| 物質・材料、生産                 | 生物生産、生態・環境 |

## 受賞者
| 年     | 受賞者                                                             | 受賞理由                                                                                       |
| ------ | ------------------------------------------------------------------ | ---------------------------------------------------------------------------------------------- |
| 2025年 | ラッセル・デュピュイ                                               | 有機金属気相成長法の開発                                                                       |
| 2025年 | カルロス・ドゥアルテ                                               | ブルーカーボンの先導的研究への貢献                                                             |
| 2024年 | ブライアン・ホスキンス、 ジョン・ウォーレス                        | 異常気象の理解と予測に資する科学的基盤の構築                                                   |
| 2024年 | ロナルド・エヴァンス                                               | 核内ホルモン受容体ファミリーの発見と医薬品開発への応用                                         |
| 2023年 | 中沢正隆、萩本和男                                                 | 半導体レーザー励起光増幅器の開発を中心とする光ファイバ網の長距離大容量化への顕著な貢献         |
| 2023年 | ゲロ・ミーゼンベック、カール・ダイセロス                           | 遺伝子操作可能な光感受性膜タンパク質を用いた神経回路の機能を解明する技術の開発                 |
| 2022年 | カタリン・カリコ、ドリュー・ワイスマン                             | mRNAワクチン開発への先駆的研究                                                                 |
| 2022年 | クリストファー・フィールド                                         | 観測に基づく先進的な定式化によるグローバルな生物圏の生産力推計と気候変動科学への目覚ましい貢献 |
| 2021年 | マーティン・グリーン                                               | 高効率シリコン太陽光発電デバイスの開発                                                         |
| 2021年 | バート・フォーゲルシュタイン、ロバート・ワインバーグ               | 多段階発がんモデルの提唱と実証とがん治療への貢献                                               |
| 2020年 | ロバート・ギャラガー                                               | 情報理論・符号理論に対する先駆的貢献                                                           |
| 2020年 | スバンテ・ペーボ                                                   | 古代人ゲノム解読による古人類学への先駆的貢献                                                   |
| 2019年 | 岡本佳男                                                           | らせん高分子の精密合成と実用的光学分割材料の開発への貢献                                       |
| 2019年 | ラタン・ラル                                                       | 持続的土壌管理手法の確立                                                                       |
| 2018年 | 吉野彰                                                             | リチウムイオン電池の開発                                                                       |
| 2018年 | マックス・クーパー、ジャック・ミラー                               | Bリンパ球・Tリンパ球系列の発見と、疾患の病態解明と治療法の開発                                 |
| 2017年 | アディ・シャミア                                                   | 先導的暗号研究による情報セキュリティへの貢献                                                   |
| 2017年 | エマニュエル・シャルパンティエ、ジェニファー・ダウドナ             | CRISPR-Casによるゲノム編集機構の解明                                                           |
| 2016年 | 細野秀雄                                                           | ナノ構造を活用した画期的な無機電子機能物質・材料の創製                                         |
| 2016年 | スティーブン・タンクスリー                                         | ゲノム解析手法の開発を通じた近代作物育種への貢献                                               |
| 2015年 | 高橋裕                                                             | 「総合治水」という河川哲学を提案                                                               |
| 2015年 | セオドア・フリードマン、アラン・フィッシャー                       | 遺伝子治療概念の提唱、実証                                                                     |
| 2014年 | 末松安晴                                                           | 半導体レーザーの研究                                                                           |
| 2014年 | チャールズ・デビッド・アリス                                       | ヒストン修飾の発見                                                                             |
| 2013年 | グラント・ウイルソン、ジャン・フレシィエ                           | 化学増幅レジストの開発                                                                         |
| 2013年 | ジョン・フレデリック・グラッスル                                   | 深海生物の生態研究                                                                             |
| 2012年 | 佐川眞人                                                           | Nd-Fe-B系永久磁石の開発                                                                        |
| 2012年 | ジャネット・ラウリー、ブライアン・ドラッカー、ニコラス・ライドン   | 癌の分子標的治療の開発                                                                         |
| 2011年 | ケン・トンプソン、デニス・リッチー                                 | UNIXオペレーティングシステムの開発                                                             |
| 2011年 | 岸本忠三、平野俊夫                                                 | インターロイキン6の発見と臨床応用                                                              |
| 2010年 | 岩崎俊一                                                           | 垂直磁気記録方式の開発                                                                         |
| 2010年 | ピーター・ヴィトーセク                                             | 物質循環解析に基づく地球環境問題解決への貢献                                                   |
| 2009年 | デニス・メドウズ                                                   | 「成長の限界」を前提とした持続可能な社会形成への貢献                                           |
| 2009年 | デビッド・クール                                                   | 核医学における断層イメージングに対する貢献                                                     |
| 2008年 | ヴィントン・サーフ、ロバート・カーン                               | インターネットのネットワーク設計概念と通信プロトコルの創成                                     |
| 2008年 | ビクター・マキューズィック                                         | 遺伝医学の確立と発展                                                                           |
| 2007年 | アルベール・フェール、ペーター・グリューンベルク                   | 巨大磁気抵抗効果の発見と革新的スピンエレクトロニクス・デバイスの創生                           |
| 2007年 | ピーター・アシュトン                                               | 人と共生する熱帯林保全への貢献                                                                 |
| 2006年 | ジョン・ホートン                                                   | 大気構造・組成の先駆的研究と気候変動アセスメントへの貢献                                       |
| 2006年 | 遠藤章                                                             | スタチンの発見と開発                                                                           |
| 2005年 | 長尾真                                                             | 自然言語処理及び画像の知的処理に対する先駆的貢献                                               |
| 2005年 | 竹市雅俊、エルキ・ルースラーティ                                   | 細胞接着の分子機構解明における基本的貢献                                                       |
| 2004年 | 本多健一、藤嶋昭                                                   | 水の光分解触媒の発見と環境触媒への展開                                                         |
| 2004年 | キース・セインズベリー                                             | 大陸棚生態系の理解と持続的利用への貢献                                                         |
| 2004年 | ジョン・ロートン                                                   | 生物多様性の研究                                                                               |
| 2003年 | ブノワ・マンデルブロ、ジェームズ・ヨーク                           | 複雑系におけるカオスとフラクタルの概念の創出                                                   |
| 2003年 | 小川誠二                                                           | 磁気共鳴機能画像法の基礎原理の発見                                                             |
| 2002年 | ティム・バーナーズ＝リー                                           | ワールドワイドウェブの発明・実現・発展                                                         |
| 2002年 | アン・マクラーレン、アンジェイ・タルコフスキー                     | 哺乳類の発生生物学研究の開拓                                                                   |
| 2001年 | ジョン・グッドイナフ                                               | リチウム二次電池用電極材料の発見                                                               |
| 2001年 | ティモシー・パーソンズ                                             | 生物海洋学・水産海洋学の発展と資源・環境の保全に対する貢献                                     |
| 2000年 | イアン・マクハーグ                                                 | 生態学的都市計画プロセスの確立                                                                 |
| 2000年 | 石坂公成                                                           | 免疫グロブリンEの発見とアレルギー発症機序の解明                                                |
| 1999年 | W・ウェスレイ・ピーターソン                                        | 高信頼デジタル通信・放送・記録のための符号理論の確立                                           |
| 1999年 | ジャック・ストロミンジャー、ドン・ワイリー                         | ヒト主要組織適合抗原の三次元構造と抗原ペプチド結合機構の解明                                   |
| 1998年 | 江崎玲於奈                                                         | 人工超格子結晶概念の創出と実現による新機能材料の発展への貢献                                   |
| 1998年 | ジョゼフ・シェル、マルク・ファン・モンタギュー                     | 遺伝子組換え植物作出の理論と方法の確立                                                         |
| 1997年 | 杉村隆、ブルース・エイムス                                         | がんの原因に関する基本概念の確立                                                               |
| 1997年 | ジョセフ・エンゲルバーガー、吉川弘之                               | ロボット産業の創設と全地球的技術パラダイムの創出                                               |
| 1996年 | チャールズ・カオ（高錕）                                           | 広帯域・低損失光ファイバー通信の先駆的な研究                                                   |
| 1996年 | 伊藤正男                                                           | 小脳の機能原理と神経機構の解明                                                                 |
| 1995年 | ニック・ホロニアック                                               | 発光ダイオード及びレーザーなどの光工学における基礎研究と実用化                                 |
| 1995年 | エドワード・ニプリング                                             | 害虫総合防除技術の開発                                                                         |
| 1994年 | ウイリアム・ピカリング                                             | 宇宙飛翔機や深宇宙遠距離通信の開発への貢献                                                     |
| 1994年 | アーヴィド・カールソン                                             | ドーパミンの神経伝達物質としての作用の発見と役割の解明                                         |
| 1993年 | フランク・プレス                                                   | 近代地震学の発展や災害科学における国際活動の推進                                               |
| 1993年 | キャリー・マリス                                                   | ポリメラーゼチェイン反応の開発                                                                 |
| 1992年 | ゲルハルト・エルトル                                               | 固体表面の化学並びに物理の発展への寄与                                                         |
| 1992年 | アーネスト・ポルジ                                                 | 家畜における精液及び胚の凍結保存技術の開発                                                     |
| 1991年 | ジャック＝ルイ・リオン                                             | 分布定数系の解析と制御の研究、応用解析学の振興                                                 |
| 1991年 | ジョン・ワイルド                                                   | 超音波画像医学の開発                                                                           |
| 1990年 | マービン・ミンスキー                                               | 人工知能の確立                                                                                 |
| 1990年 | ウィリアム・モーガン、ダン・マッケンジー、グザヴィエ・ル・ピション | プレートテクトニクスの創始と発展                                                               |
| 1989年 | フランク・ローランド                                               | フロンガスによる成層圏オゾン層破壊の研究                                                       |
| 1989年 | E.J.・コーリー                                                     | プロスタグランジン及び関連体の合成開拓と医薬創製への寄与                                       |
| 1988年 | ジョルジュ・バンドリエス                                           | 高速増殖炉の技術確立                                                                           |
| 1988年 | ドナルド・ヘンダーソン、蟻田功、フランク・フェナー                 | 天然痘の根絶                                                                                   |
| 1988年 | リュック・モンタニエ、ロバート・ギャロ                             | HIVウイルスの発見と診断法の開発                                                                |
| 1987年 | ヘンリー・ビーチェル、グルデブ・クッシュ                           | 熱帯・亜熱帯向け稲多収穫品種「IR8」「IR36」等の育成                                            |
| 1987年 | セオドア・メイマン                                                 | レーザー発振の実現                                                                             |
| 1986年 | デビッド・ターンブル                                               | アモルファス材料などの新素材技術への貢献                                                       |
| 1986年 | ウィレム・コルフ                                                   | 人工臓器及びその関連技術の研究開発                                                             |
| 1985年 | ジョン・R・ピアース                                                | 電子通信工学に対しての貢献                                                                     |
| 1985年 | エフライム・カツィール                                             | 固定化酵素の基礎理論と実地応用面の発展                                                         |